# Street Fighter: The Storytelling Game
Street Fighter: The Storytelling Game è un gioco di ruolo pubblicato dalla White Wolf nel 1994, basato sul sistema Storytelling, già impiegato per la serie del Mondo di Tenebra. Il gioco è ispirato alla serie di videogiochi picchiaduro Street Fighter, e specificatamente presenta molti personaggi e ambientazione viste in Super Street Fighter II (videogioco pubblicato nel 1993).

## Meccaniche di gioco
Le meccaniche di gioco, al pari degli altri basati sullo sistema Storyteller system della White Wolf (Vampiri: la masquerade, Lupi mannari: l'apocalisse, ecc..), prevede la presenza di nove attributi divisi in tre categorie (fisiche, mentali e sociali) e di una serie di abilità, oltre all'affiliazione ad uno stile di combattimento, basati su quelli presenti nel videogioco. Lo stile di combattimento determina quali tecniche il personaggio può apprendere spendendo meno punti. Per esempio i praticanti del Shotokan karate e del  kung fu possono apprendere la tecnica  Fireball ("palla di fuoco", l'Hadoken di Ken Masters) più facilmente di chi abbia scelto come stile il sambo. Lo stile di un personaggio determina anche con quanto Chi e forza di volontà inizia il gioco. Inoltre il personaggio avrà anche un valore di onore che l'aiuta a recuperare il Chi — un personaggio con onore alto recuperarà il suo Chi più rapidamente di uno con un basso onore.
I test sulle abilità vengono effettuati tramite il tiro di una riserva di dadi  dieci facce, dipendenti secondo l'azione dal suo livello di abilità, di attributo o da entrambi. Per riuscire nell'azione deve ottenere un numero di successi (normalmente un tiro di sei o più) basato sulla difficoltà dell'azione tentata. Oltre ad abilità presenti in altri giochi della White Wolf (guidare, usare computer, sopravvivenza, ec..) ne vengono introdotte di nuove. Per esempio un'abilità style lore ("conoscenza degli stili") che permette a un personaggio di riconoscere lo stile di combattimento usato da un avversario e il suo livello approssimativo di abilità. I giocatori distribuiscono anche punti in tecniche di pugno, calcio, afferrare, atletica e blocco. Queste tecniche non solo aumentano la capacità di combattimento di un personaggio, ma sono un prerequisito per alcuni manovre speciali di arti marziali

## Prodotti
Per il gioco la White Wolf produsse, nell'arco di due anni, un regolamento e cinque moduli di espansione, tutti in lingua inglese.
- Street Fighter: The Storytelling Game (1994, ISBN 1-56504-118-6)
- Secrets of Shadowloo (1994, ISBN 1-56504-153-4)
- Street Fighter Storyteller's Screen (1994, ISBN 1-56504-162-3)
- Street Fighter Player's Guide (1994, ISBN 1-56504-550-5)
- The Perfect Warrior (1995, ISBN 1-56504-552-1)
- Contenders (1995, ISBN 1-56504-551-3)

Il gioco, inedito in lingua italiana, è stato tradotto e pubblicato in portoghese nel 1998 come allegato alla rivista Dragão Brasil, dove ha ottenuto anche un adattamento per un sistema locale, 3D&T.